# 彈藥補給艦
彈藥補給艦（英語：Ammunition ship）是一種專門運輸彈藥的輔助艦艇，通常運載海軍艦艇以及飛機的砲彈，但有時也會依照任務運輸其餘軍種的彈藥。
因為運輸的物品較為危險，因此彈藥補給艦在貨物處理系統方面的設計相較於其他類型的補給艦更加安全與複雜，包括設有甲板間氣閘的彈藥升降機，以及在緊急情況下可將整個艙室灌入海水。在物資的投送方面則與其餘現代化艦種相同，採用橫向補給和垂直補給。

## 美國海軍

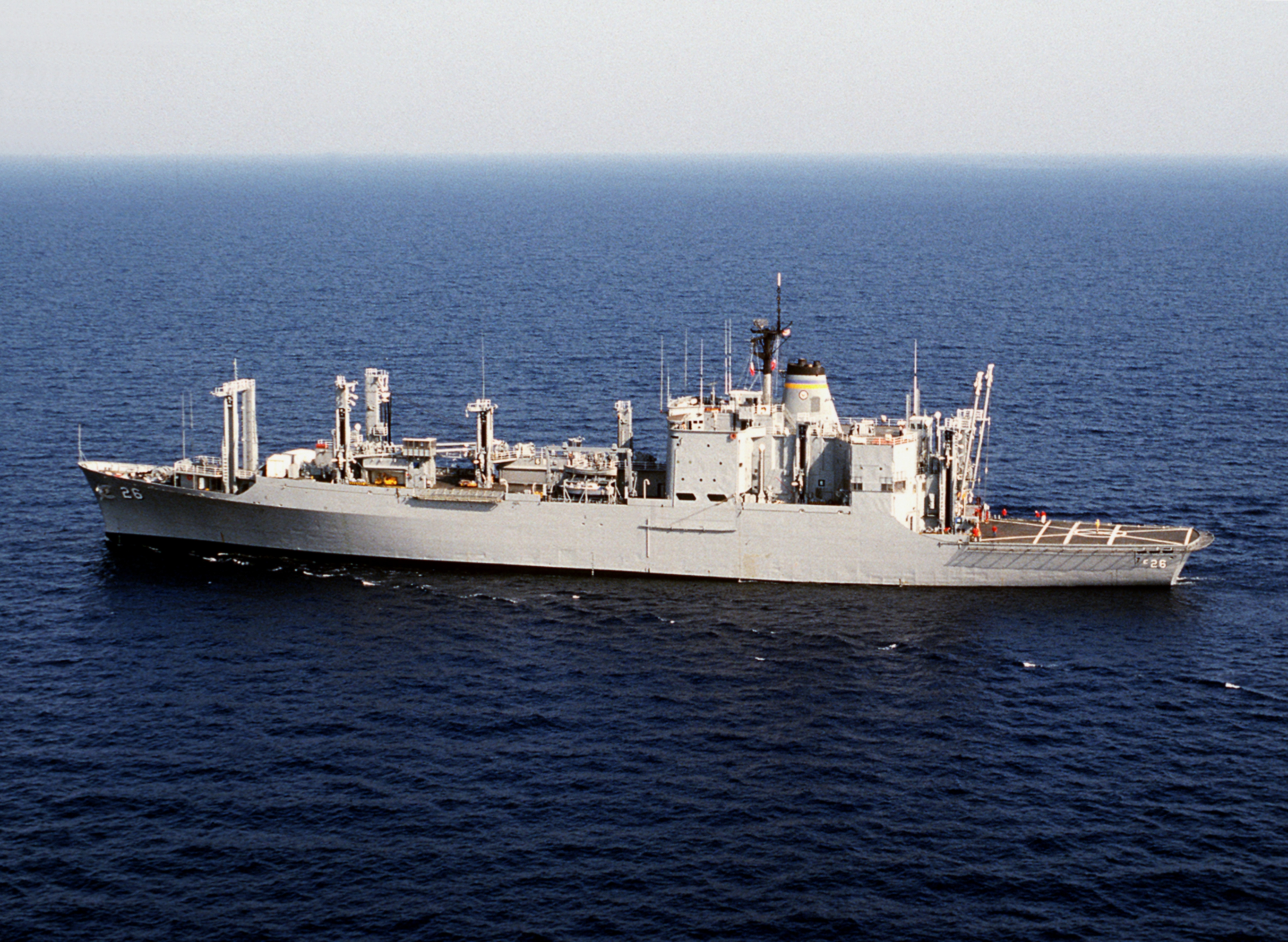
圖為美國海軍最後一款彈藥補給艦基拉韋亞級彈藥補給艦的首艦基拉韋亞號彈藥補給艦，美國海軍的彈藥補給艦經常以火山命名。

在第二次世界大戰期間，美國海軍的彈藥補給艦通常由商船改裝或以商船船體為基礎建造（Type C2型運輸船）的武裝商船。然而在戰爭期間，也有不少因爆炸沈沒在大洋之中，如胡德山號彈藥補給艦於1944年11月10日在阿得米拉提群島發生爆炸，以及自由輪約翰·伯克號於1944年12月28日在菲律賓附近遭受神風特攻隊攻擊而瞬間解體沈沒，其爆炸過程也被附近艦艇上的一名業餘攝影師拍攝下來。此外，加拿大勝利號、洛根勝利號和霍布斯勝利號在沖繩島戰役中遭受神風特攻隊攻擊並沉沒。
為降低因攻擊而殉爆並沈沒的可能性，美國海軍於戰後開始設計專門的彈藥補給艦，並推出首款彈藥補給艦摺鉢山級彈藥補給艦。然而在基拉韋亞級彈藥補給艦之後，為降低成本以及減少艦艇複雜程度，美軍不再設計單純的彈藥補給艦，而是以劉易斯與克拉克級物資補給艦取代之，而基拉韋亞級也成為了最後一款專業彈藥補給艦。